# Diplazon
Diplazon är ett släkte av steklar som beskrevs av Christian Gottfried Daniel Nees von Esenbeck 1818. Diplazon ingår i familjen brokparasitsteklar.

## Bildgalleri

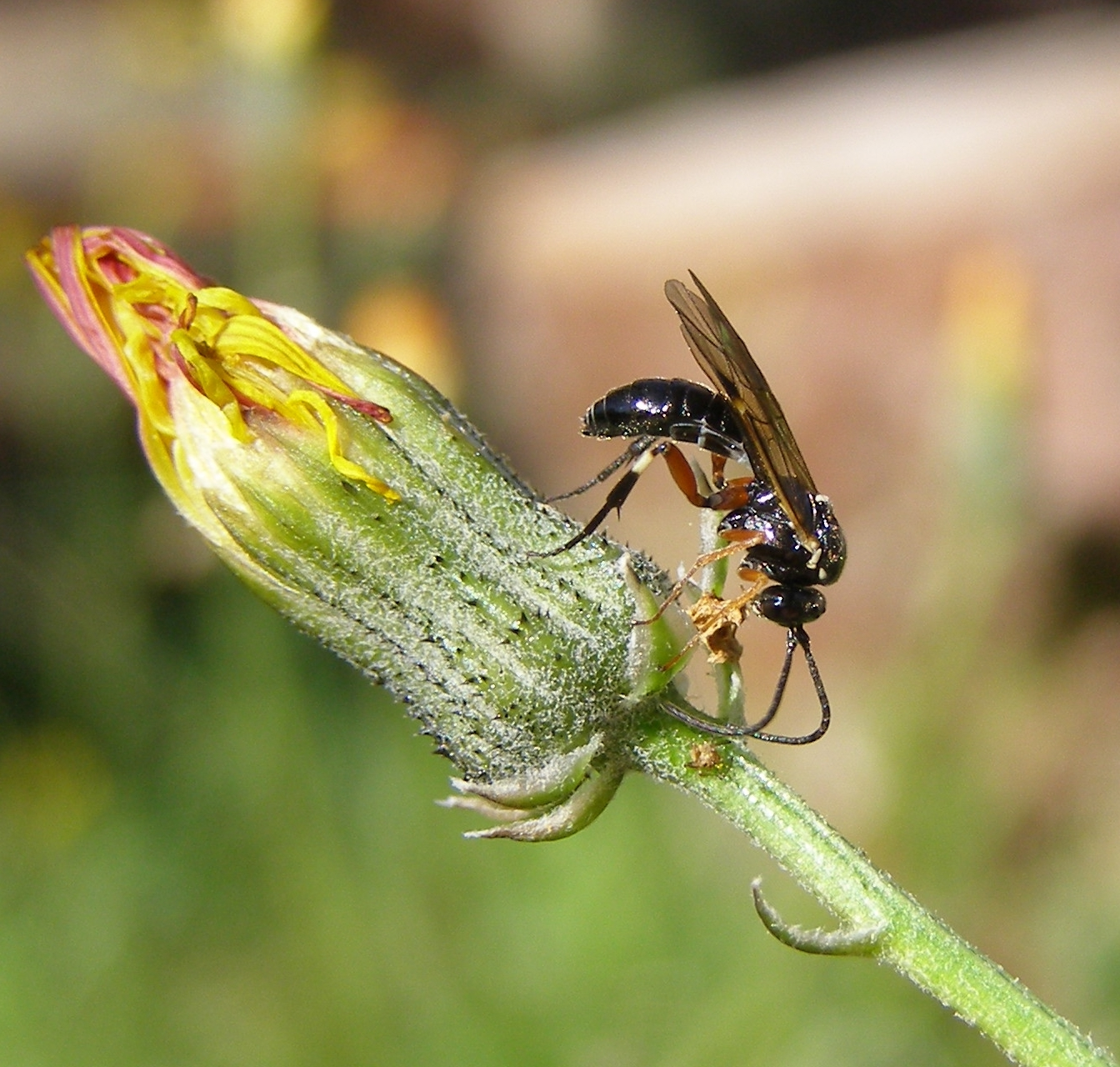
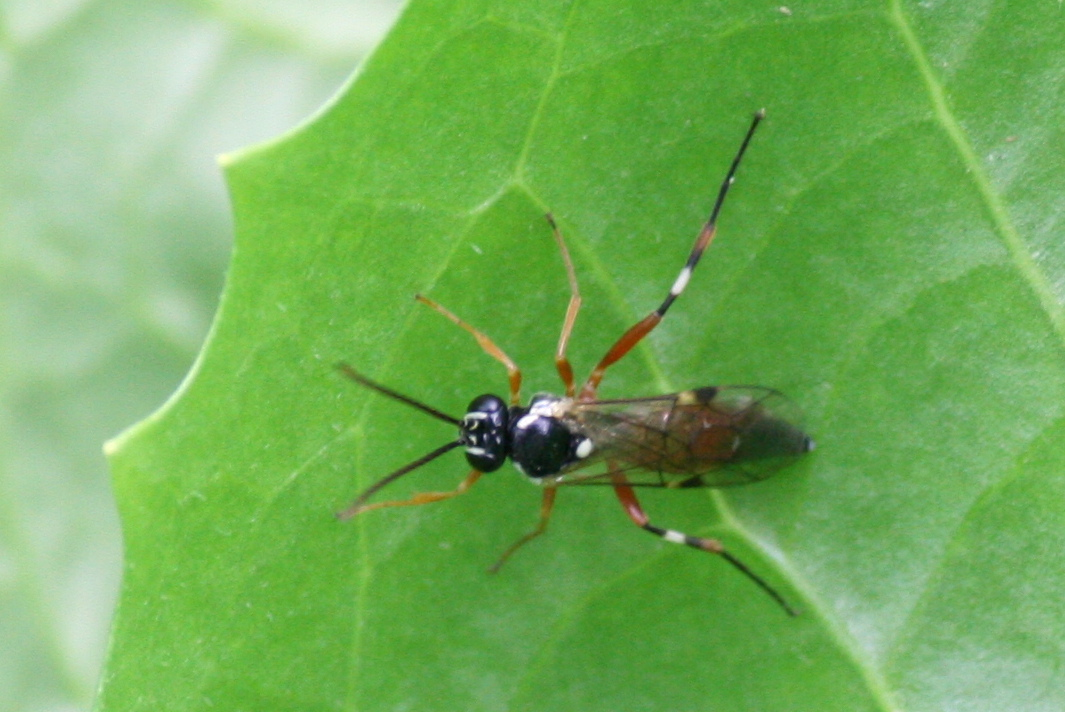

## Dottertaxa tillDiplazon, i alfabetisk ordning[1][2]
- Diplazon albotibialis
- Diplazon angustus
- Diplazon annulatus
- Diplazon anolcus
- Diplazon areolatus
- Diplazon aubertiator
- Diplazon bachmaieri
- Diplazon bradleyi
- Diplazon cascadensis
- Diplazon clypearis
- Diplazon coccinatus
- Diplazon constrictus
- Diplazon contiguus
- Diplazon deletus
- Diplazon erugatus
- Diplazon fechteri
- Diplazon festatorius
- Diplazon flavifrons
- Diplazon galenensis
- Diplazon guptai
- Diplazon heinrichi
- Diplazon hispanicus
- Diplazon hyperboreus
- Diplazon implanus
- Diplazon insulcatus
- Diplazon laetatorius
- Diplazon luzonensis
- Diplazon marakwetensis
- Diplazon mulleolus
- Diplazon neoalpinus
- Diplazon novoguineensis
- Diplazon oralis
- Diplazon orbitalis
- Diplazon orientalis
- Diplazon pallicoxa
- Diplazon pectoratorius
- Diplazon prolatus
- Diplazon pullatus
- Diplazon punctatus
- Diplazon quadricinctus
- Diplazon quadrincisus
- Diplazon ruwenzoriensis
- Diplazon ryukyuensis
- Diplazon schachti
- Diplazon scrobiculatus
- Diplazon scutatorius
- Diplazon scutellaris
- Diplazon suigensis
- Diplazon tetragonus
- Diplazon tibiatorius
- Diplazon triangulus
- Diplazon urundiensis
- Diplazon walleyi
- Diplazon varicoxa
- Diplazon visayensis